# Alicia Cazzaniga

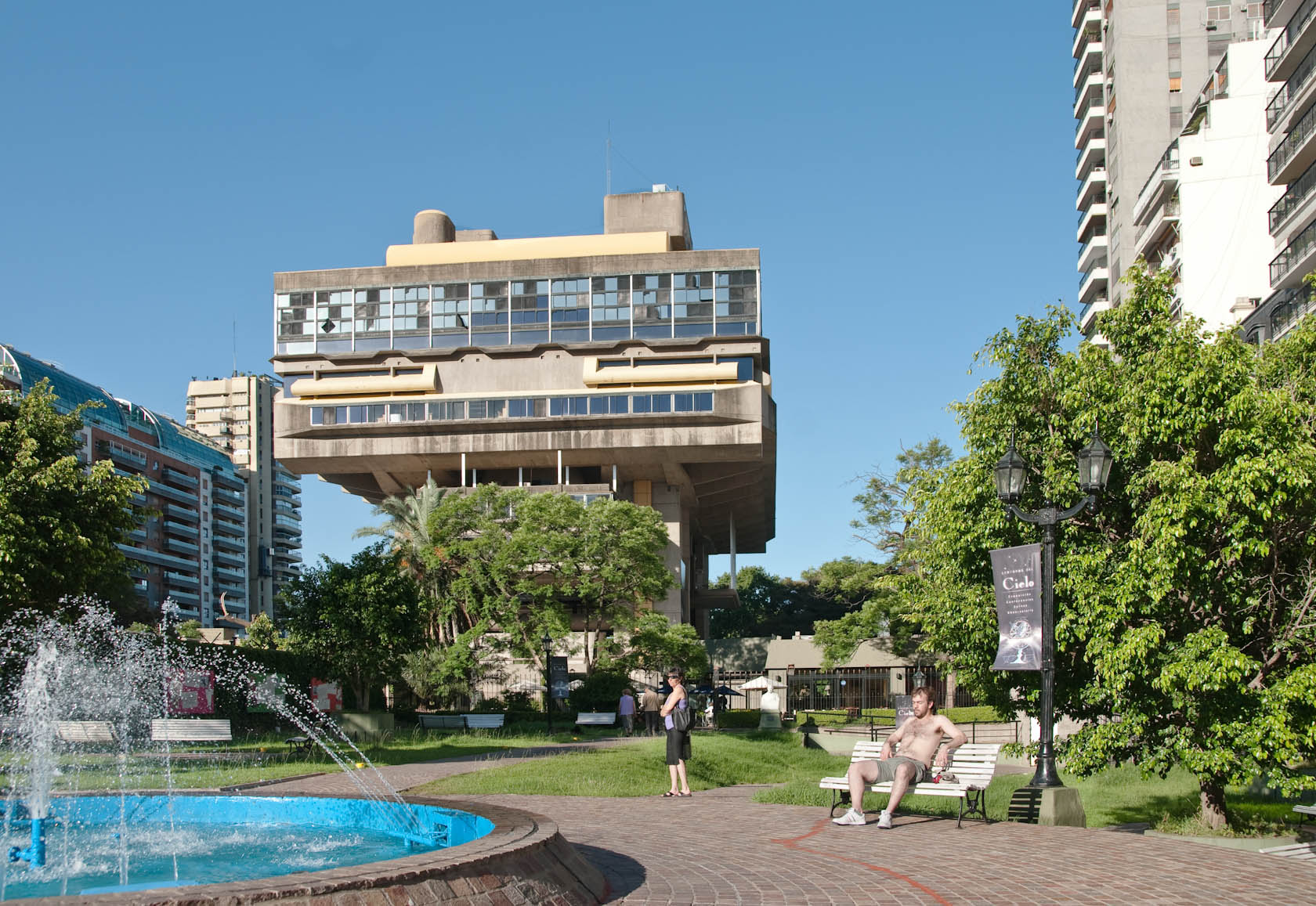
Alicia Cazzaniga, Francisco Bullrich, Clorindo Testa, Biblioteca Nacional Argentina Mariano Moreno

Alicia Dora Cazzaniga (Buenos Aires, 9 de julio de 1928 - 28 de febrero de 1968) también conocida como Chiquita, fue una arquitecta argentina integrante del grupo OAM (Organización de Arquitectura Moderna) Junto a Clorindo Testa y Francisco Bullrich, es autora de la Biblioteca Nacional de Argentina, uno de los edificios más relevantes del brutalismo local, declarado Monumento Histórico Nacional en 2017.

## Primeros años
Hija de Hugo y Alcira Espel, nació en la Ciudad de Buenos Aires el 9 de julio de 1928. Estudió arquitectura en la Universidad Nacional de Buenos Aires, institución que en esos momentos impartía una formación académica. Junto a sus compañeros, Horacio Baliero, Francisco Bullrich y Eduardo Polledo hicieron en quinto año su primera entrega en equipo: un planetario. Mientras el resto de los alumnos desarrollaron el proyecto en estilos Tudor o clásico, ellos, entregaron un proyecto moderno.

## Trayectoria
Fue una de las iniciadoras de la OAM (Organización para la arquitectura Moderna), donde participó activamente, junto con los mencionados anteriormente y quienes se sumaron con posterioridad: Juan Manuel Borthagaray, Jorge Grisetti, Carmen Córdova, Gerardo Clusellas, Alberto Casares Ocampo y Jorge Goldemberg. Los integrantes de OAM eran estudiantes al principio y colaboraron entre 1948 y 1957.
El grupo estaba vinculado al racionalismo alemán y a la Bauhaus a través de contactos como Tomás Maldonado, con quien compartían el edificio donde tenían sede. También era un espacio donde convergían diferentes expresiones artísticas. Entre los personajes que circulaban estaban Leda Valladares, María Elena Walsh, Lalo Schiffrin y los miembros del Grupo de Arte Concreto, Enio Iommi y Alfredo Hlito.
En 1951, aun en la Facultad, Cazzaniga, Baliero y Polledo construyeron en Tortugas la casa de la familia de este último. Ubicaron el living en la planta alta para obtener mejores vistas al campo de golf y los dormitorios abajo, invirtiendo el esquema tradicional de la vivienda.
El grupo además, desarrolló varios edificios por la zona de Recoleta como el ubicado en la calle Parera 2, en 1953, cuyos autores fueron Horacio R. Baliero, Francisco Bullrich, Juan Manuel Borthagaray, Alicia Cazzaniga, Carmen Córdova, Jorge Goldemberg, Eduardo Polledo, Alberto Casares. El edificio, tiene 11 pisos de altura y la totalidad de la planta baja funciona como un hall.
Otro de estos edificios localizados en la misma zona es el de localizado en Ayacucho 1950, realizado en 1956 por los mismos autores. Se trata de un edificio de renta en un estrecho lote de esquina lo que obliga a organizar las unidades en dos núcleos de circulación.
Una tercera obra es el edificio en Montevideo 1406, que hizo junto a Francisco Bullrich y Alberto Casares, frente a la plaza Vicente López, con 21 pisos. Se jugó con la grilla estructural vista y los paños ciegos de ladrillo visto y carpinterías de piso a techo. En la planta baja hay locales comerciales vidriados a modo de basamento.
En los tres edificios se incorpora el ladrillo en la fachada, por razones de mantenimiento y duración, y por su aporte cromático. De esta manera sencilla se modulaban los frentes con lo que se lograba una reinterpretación moderna de la arquitectura clásica.
En 1958, Cazzaniga obtuvo el Tercer Premio en el Concurso de anteproyectos para el Banco Hipotecario Nacional Edificio Sucursal Rosario junto a Juan Manuel Borthagaray, Alfredo Ibarlucía y Bernardino Noguerol Armengol. Ese mismo año con Eduardo Polledo y Francisco Bullrich, realizaron una moderna bóveda en el Cementerio de Olivos.
Posteriormente, ella y Francisco Bullrich, quien además era su marido, se asociaron con Clorindo Testa. Juntos hicieron la remodelación del local del Instituto Di Tella, en la calle Florida, creando una fachada transparente que invitaba a ingresar y ver las exposiciones (1963). Proyectaron además, el Campus de la Fundación Bariloche, Llao Llao, Río Negro (1964) y el Campus de la Universidad de Dublín, Irlanda (1965).
La producción más reconocida de este equipo fue la Biblioteca Nacional de Argentina, ubicada en Buenos Aires, obra, que en 1962, obtuvieron por concurso de anteproyectos. El edificio se ubica en un amplio terreno con pendiente natural, también en el barrio de Recoleta. La propuesta era altamente innovadora y ubicaba el gran depósito de libros en el subsuelo, liberando la planta baja para la realización de espectáculos al aire libre. La sala principal de lecturas, con vistas a la ciudad y al río, está en el quinto piso sostenida por cuatro patas. El hall de exposiciones, el auditorio y la confitería funcionan como elementos escultóricos que se cuelgan de la estructura. Los espacios menores balconean hacia los que contienen las funciones principales, obteniéndose una gran complejidad espacial. Fue construida en hormigón visto, trabajado con gran plasticidad. La Biblioteca es una obra emblemática de la arquitectura moderna argentina. La obra dio inicio en 1971 y demoró 30 años en ser concretada.
Falleció el 28 de febrero de 1968 en Buenos Aires antes de cumplir los 40 años a causa de una repentina enfermedad. Con sus socios, estaba finalizando la documentación de los planos de obra para la Biblioteca.